# Кристијан Мађо
Кристијан Мађо (итал. Christian Maggio; 11. фебруар 1982) бивши је италијански фудбалер који је играо на позицији десног бека. За репрезентацију Италије је од 2008. до 2014. наступио на 34 утакмице.

## Успеси

### Клупски
Наполи
- Куп Италије: 2011/12, 2013/14.
- Суперкуп Италије: 2014.

### Репрезентативни
Италија
- Европско првенство: финалиста 2012.
- Куп конфедерација: 3. место 2013.

### Индивидуални
- Тим сезоне Серије А: 2010/11,[3] 2011/12,[4] 2012/13.[5]